# コールドスタンバイ
コールドスタンバイは、コンピュータシステムや通信機器などの障害対策である、冗長化（二重化、多重化）の方法の1つであり、本番機（稼働機）に対して予備機（待機機、バックアップ機）を、通常は使用しない状態にしておく形態である。
設計や運用により、通常時は電源停止など完全に停止させている場合や、優先度の低い別業務や開発機などの別用途に使用している場合も含まれる。
ホットスタンバイやウォームスタンバイと比較すると、構成・設計・運用などが単純で確実な反面、障害発生時の起動時間や切り替え時間を含めた業務停止時間がかかり、また障害発生時に本番機で処理中であった処理やデータは引き継げない場合が多い、などの難点がある。